# Хэ Чжэньлян
Хэ Чжэньля́н (кит. трад. 何振梁, пиньинь Hé Zhènliáng; 29 декабря 1929 — 4 января 2015) — китайский спортивный деятель, почётный председатель Олимпийского комитета Китая, почётный председатель Комиссии по культуре и олимпийскому образованию МОК.

## Биография
Родился 29 декабря 1929 года в уезде Уси провинции Цзянсу Китайской республики; его семья происходила из провинции Чжэцзян.
В 1950 году получил степень бакалавра на факультете электротехники в Университете Аврора в Шанхае.
В 1953 году женился на Лян Лицзюань. Впоследствии у них родились сын Хэ Ян и дочь Хэ Чжэнь.
В 1954 году вступил в коммунистическую партию.
В 1964 году стал заместителем генерального секретаря Китайской ассоциации гимнастики.
В 1980 году получил медаль Национального спортивного почёта Китая.
В 1981 году был избран в Международный олимпийский комитет.
В 1982 году стал генеральным секретарём Олимпийского комитета Китая, с 1986 — заместителем председателя, и с 1989 по 1994 — председателем. Сейчас является почётным председателем.
В 1985 году был назначен заместителем директора Государственной комиссии по спорту, а также избран в исполком МОК.
С 1989 по 1993 год — вице-президент Международного олимпийского комитета.
С 1995 по 1999 год — председатель Комиссии по культуре МОК, затем по 2009 год — председатель уже объединенной Комиссии по культуре и олимпийскому образованию, с 2009 — её же почётный председатель.

## Награды
- Большой крест ордена Гражданских заслуг (Испания, 1992)
- Коммандор ордена Святого Карла (Монако, 1993)
- Олимпийский орден (2009)[5]